# 늦여름 (영화)
"늦여름"은 2018년에 개봉한 대한민국의 영화이다. 

## 캐스팅
- 임원희 : 정봉 역
- 전석호 : 인구 역
- 신소율 : 성혜 역
- 정연주 : 채윤 역
- 권하서 : 하서 역
- 허동원 : 승수 역
- 조선묵 : 호은 역
- 이규회 : 방어사장 역
- 이봉련 : 식당주인 역